# 神户机场站
神户机场站（日语：／ Kōbe kūkō eki */?）是位于日本兵库县神户市中央区神户机场，屬於神户新交通港湾人工岛线的铁路车站。车站编号为P09。本站整体位于神户机场所在的神户机场岛上。

## 历史
神户机场站随港湾人工岛线的线路延长而开业，在2006年2月16日神户机场开业前的同月2日正式投入运营，成為此線的終點站。

### 年表
- 2006年2月2日：港湾人工岛线从市民广场站延伸至本站，本站投入运营。

## 车站构造
本站为设有岛式站台两台两线的高架車站。站内二樓为站厅层，三樓則为站台层。站房整体建于航站楼前的道路旁，通过位于连接通道可直接通向航站楼。在车站的流线设计中与航站楼一样充分采用了通用化设计的理念，例如将出站闸机与机场的值机柜台步行距离缩到了最短。车站的付费区域内有扶梯、直梯、无障碍厕所、AED等设施。该站的车站印章置于检票口旁的人工窗口处，乘客可自行盖印留念。

### 月台配置
| 1・2 | 三宫方向・北埠头方向（于市民广场站换乘） |

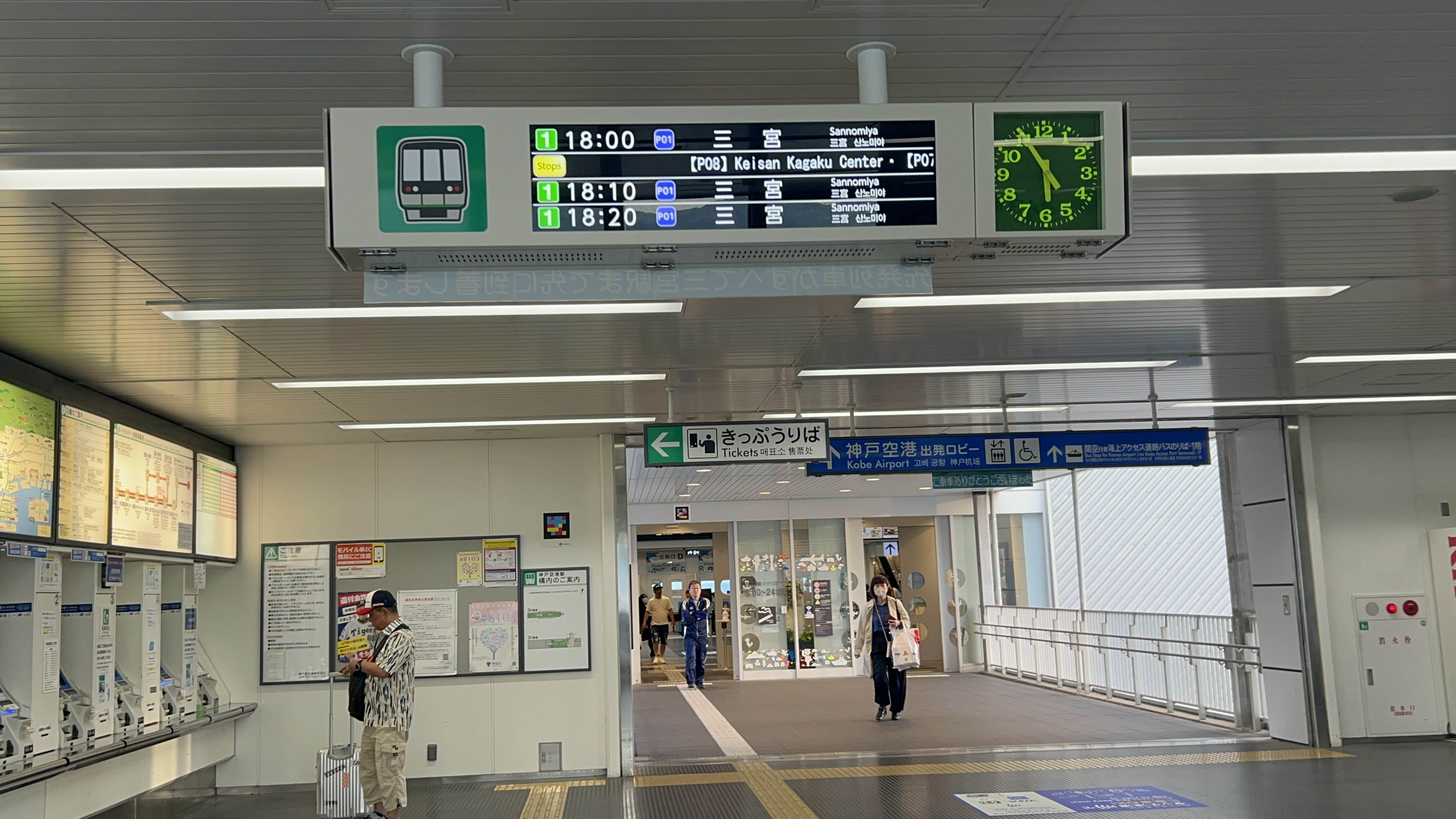
通道 (2024年4月)
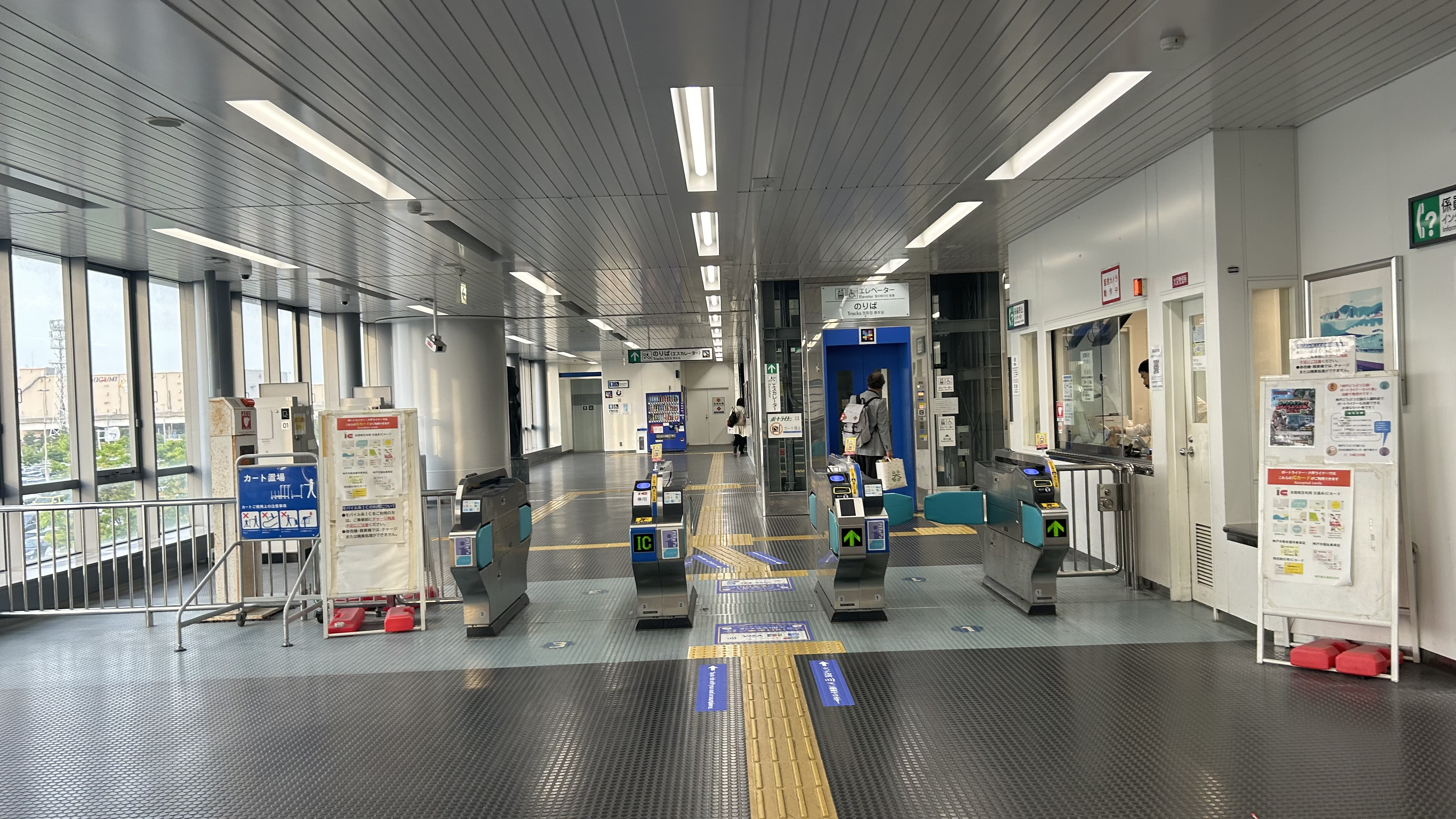
驗票口 (2024年4月)
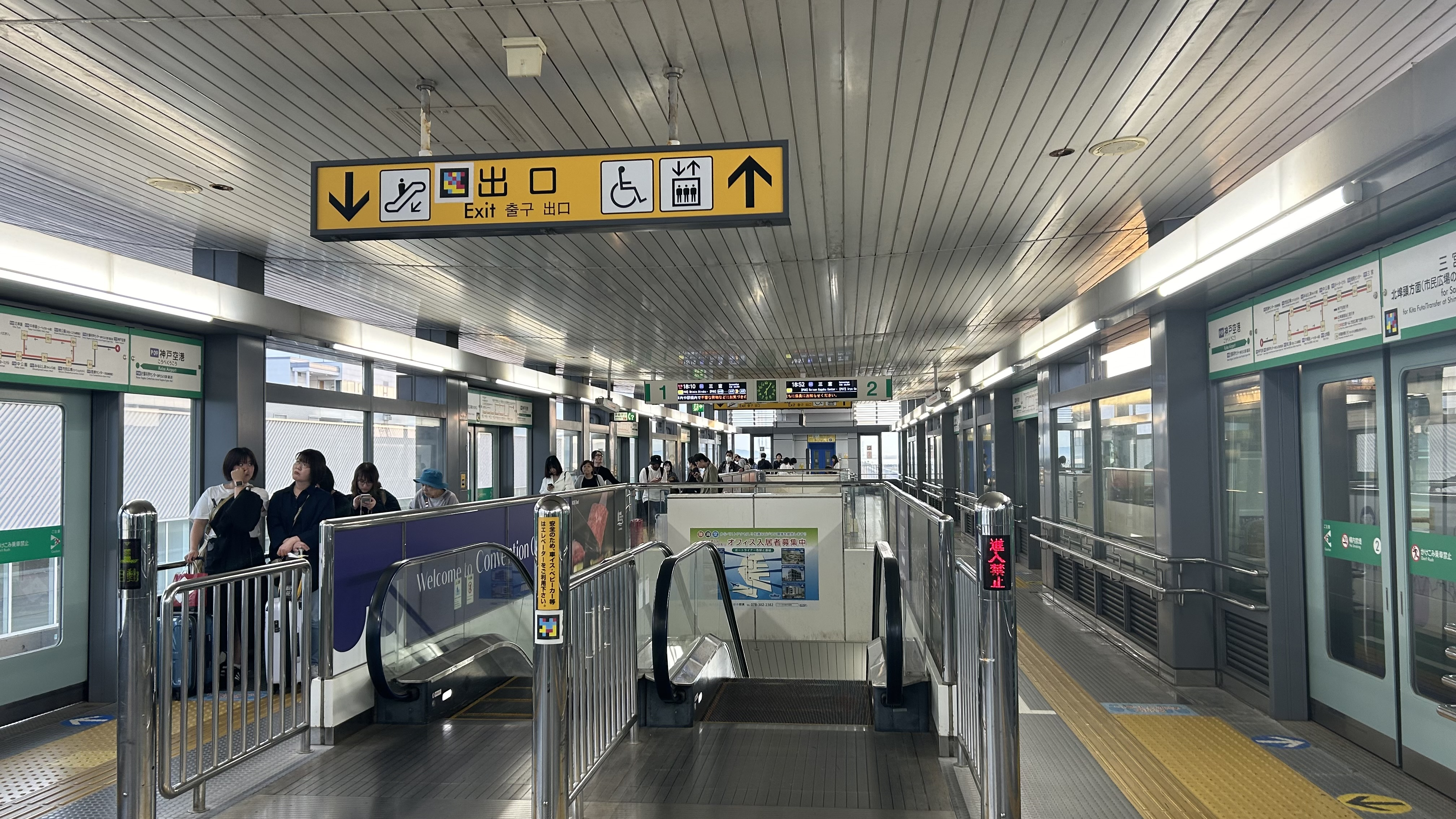
月台 (2024年4月)

## 发车间隔
工作日一般时段以一小时九班的频率发车。早晚高峰期时发车间隔为2-5分钟。

周末及休息日发车间隔基本为十分钟一班。

## 使用情况
2019年度每日平均乘车人数为3,549，在神户新交通各站中居第13位，港湾人工岛线各站中居第6位。
开业以来各年度的日平均乘车人数如下表所示。
。
| 年度               | 每日平均 乘车人数 |
| ------------------ | ----------------- |
| 2005年（平成17年） | 6,621             |
| 2006年（平成18年） | 4,025             |
| 2007年（平成19年） | 3,478             |
| 2008年（平成20年） | 2,981             |
| 2009年（平成21年） | 2,984             |
| 2010年（平成22年） | 2,540             |
| 2011年（平成23年） | 2,787             |
| 2012年（平成24年） | 2,656             |
| 2013年（平成25年） | 2,608             |
| 2014年（平成26年） | 2,715             |
| 2015年（平成27年） | 3,036             |
| 2016年（平成28年） | 3,153             |
| 2017年（平成29年） | 3,521             |
| 2018年（平成30年） | 3,696             |
| 2019年（令和元年） | 3,549             |

## 车站周边
本站的站厅层（即检票口所在楼层）与神户机场航站楼的2层有通道直接连接。
- 神户机场
  - 航站楼
  - 神户机场海上交通候船大厅（日语：神戸空港海上アクセスターミナル）

## 相鄰車站
神戶新交通
港灣人工島線
計算科學中心（P08）－神戶機場（P09）

## 外部連結
- 神戶機場站 （页面存档备份，存于） - 神戶新交通